# Progrés (editorial)
L'editorial Progrés, actualment Progress Publishers, és una editorial fundada a la Unió Soviètica el 1931 amb seu a Moscou. Una de les característiques comunes de tots els llibres de Progrés era la «sol·licitud al públic lector» perquè enviés una opinió o suggeriment sobre el llibre llegit.
Ha publicat llibres en rus i en diversos idiomes europeus i asiàtics, sobre ciència, art, política (particularment sobre marxisme-leninisme), llibres clàssics, literatura infantil, novel·les, guies i àlbums fotogràfics.
L'any 1980, l'editorial Progrés va convidar Montserrat Roig a fer una estada a la Unió Soviètica amb la finalitat d'escriure un llibre sobre el setge de Leningrad durant la Segona Guerra Mundial, un encàrrec que l'escriptora va materialitzar en la crònica del viatge titulada L'agulla daurada.
Progress Publishers va sumar esforços amb la International Publishers de Nova York i l'editorial vinculada al Partit Comunista de la Gran Bretanya, Lawrence and Wishart, per a publicar els 50 volums de Marx/Engels Collected Works, un projecte iniciat el 1975 i finalitzat el 2004.